# Опел Тигра
„Опел Тигра“ (Opel Tigra) са два различни модела спортни автомобили (сегмент S) на германския производител „Опел“.
Двата модела са варианти на малкия автомобил „Опел Корса“, като първият се произвежда в Испания, а вторият – във Франция. Първата „Тигра“ е малко купе с 2+2 места, произвеждано в периода 1994 – 2001 година, а втората, наричана „Тигра ТуинТоп“, е роудстър-кабриолет, произвеждан през 2004 – 2009 година.
Във Великобритания „Опел Тигра“ е продаван под търговската марка „Воксхол Тигра“ (Vauxhall Tigra), в Австралия – като „Холдън Тигра“ (Holden Tigra), а в Латинска Америка – като „Шевролет Тигра“ (Chevrolet Tigra).

## Опел Тигра A (1994 – 2001)
Първата „Тигра“, известна под името „Тигра A“, е представена през 1993 година на Франкфуртското автомобилно изложение. Тя използва платформата на „Опел Корса B“. Серийното производство започва в началото на 1994 година в завода на „Дженеръл Мотърс“ в Сарагоса, Испания.
Колите са с два варианта двигатели: базов Ecotec с работен обем 1,4 l 16V и мощност 90 к.с. (66 kW) и по-големия спортен 1,6 l 16V с мощност 106 к.с. (78 kW). Масата на автомобила е увеличена със 150 kg в сравнение с „Корса“. Ускорението до 100 km/h на модела с 1,6 l двигател е за 10,5 секунди, една секунда по-малко от „Корса GSi“. По-високата максимална скорост от 203 km/h се получава благодарение на по-високите предавателни отношения, по-ниския коефициент на въздушно съпротивление Cd от 0,31, и стандартните 15" джанти.
Вътрешното пространство на „Тигра“ се отличава от „Корса“ – на задната седалка на купето 2 + 2 е много по-тясно заради компактните размери на автомобила. Модела с 1.6 l агрегат е с предни фарове за мъгла, които липсват на 1.4-литровия вариант.

## Опел Тигра ТуинТоп B (2004 – 2009)
След четиригодишно прекъсване излиза следващия модел, „Опел Тигра ТуинТоп B“, който е представен през октомври 2004 г.
Също като своя предшественик, „Тигра ТуинТоп“ има модификации с два вида двигатели – базов 1,4 l и мощност 90 к.с. (66 kW) и „Ecotec“ 1,8 l от „Корса GSi“ със 125 к.с. (92 kW). Икономичната версия, с дизелов агрегат „Fiat Multijet“ 1,3 l, е въведена през 2005 година.